# 염산면
염산면(鹽山面)은 대한민국 전라남도 영광군의 면이다.

## 개요
염산면은 넓은 평야와 긴 해안선을 끼고 있어 농산물과 해산물이 풍부하여 인심이 좋고 부지런한 고장이다. 특히 간척지에서 생산되는 쌀은 미질이 좋을 뿐만 아니라 밥맛이 좋아 찾는 사람들이 많으며, 최첨단 유리온실의 과학영농으로 생산되는 파프리카는 일본으로 전량 수출되고 있어 국가 경제발전에 일조를 하고 있으며 적당한 해풍과 일조량이 좋은 천혜의 조건 속에서 유기농법으로 재배한 신성포도는 당도가 좋고 저공해로서 최고의 상품으로 크게 호평 받고 있다.
농지경작면적의 73%에 해당하는 면적에 보리를 재배하여 전국 최대 보리재배 지역으로 연 40억여원의 소득을 올리고 있고, 깨끗한 바다에서 자라나는 자연산 물고기, 김, 젓갈류, 백합 등은 이 지역 어업의 주종을 이루고 있으며, 칠산 앞바다에서 잡아온 자연산 고기와 인체에 이로운 우수한 미네랄성분이 다량 함유된 염산 천일염으로 간장한 젓갈 또한 맛이 좋고 영양분이 풍부하여 김장철은 물론 평소에도 많은 외지인들이 설도항을 찾고 있을 뿐만 아니라, 염산면에서 생산되는 소금은 중금속에 오염되어 있지 않으며 소금의 결정체 속에 "핵비소"라는 성분이 적당량 함유되어 있어 만병의 신약으로 우리나라 서해안 천일염에만 함유되어 있어 품질이 우수하고 전국소비량의 12%가 이 지역에서 생산되고 있다.

## 행정 구역
- 두우리
- 봉남리
- 상계리
- 송암리
- 신성리
- 야월리
- 오동리
- 옥실리
- 축동리

## 교육
- 염산초등학교 (봉남리)
  - 신성분교 (폐교) - 염산면 봉덕로 483 (신성리)
  - 야월분교 (폐교) - 염산면 칠산로 586-50 (야월리)
- 송흥초등학교 (폐교) - 염산면 향화로 332-1 (옥실리)
- 영광염산중학교 (봉남리)